# Lê Minh Đảo
Lê Minh Đảo (5 tháng 3 năm 1933 – 19 tháng 3 năm 2020) nguyên là tướng Bộ binh của Quân lực Việt Nam Cộng hòa, cấp bậc Thiếu tướng. Ông xuất thân từ trường Võ bị Liên quân dưới thời kỳ Quốc gia Việt Nam (thuộc Liên bang Đông Dương của Pháp). Thời gian tại ngũ, ông đã tuần tự đảm nhiệm từ chức vụ Trung đội trưởng cho đến Tư lệnh đơn vị Bộ binh cấp Sư đoàn. Ngoài ra, ông còn được cử giữ những chức vụ ở lĩnh vực Hành chính Quân sự (tỉnh trưởng).
Ông được đánh giá là một trong những tướng lĩnh chỉ huy cấp Sư đoàn có khả năng nhất của Quân Lực Việt Nam Cộng hòa, từng là Tư lệnh chiến trường Xuân Lộc, phòng tuyến cuối cùng của chế độ Việt Nam Cộng hòa vào những ngày cuối tháng 4 năm 1975. Sau sự kiện 30 tháng 4, ông ra lệnh giải tán đơn vị, rồi tìm cách về Cần Thơ, sau đó quay lại Sài Gòn. Đến ngày 9 tháng 5 năm 1975, ông ra trình diện chính quyền mới. Ông trải qua 17 năm trong các trại cải tạo và là tướng Việt Nam Cộng hòa có thời gian đi cải tạo lâu nhất. Sau khi đến Mỹ năm 1993, ông làm việc quản lý một nhà hàng cho đến khi nghỉ hưu.

## Tiểu sử & Binh nghiệp
Ông sinh ngày 5 tháng 3 năm 1933 trong một gia đình Công giáo, có cha là viên chức cho chế độ thực dân Pháp tại xã Bình Hòa, tỉnh Gia Định. Từ nhỏ, ông có tiếng học giỏi, ông đã học tại trường Lycėe Pėtrus Ký, Sài Gòn theo chương trình Pháp. Năm 1952, ông tốt nghiệp với văn bằng Tú tài toàn phần (Part II).

### Quân đội Quốc gia Việt Nam
Cuối tháng 9 năm 1953, thi hành lệnh động viên, ông tình nguyện nhập ngũ vào Quân đội Quốc gia Việt Nam, mang số quân: 53/125.441. Theo học khóa 10 Trần bình Trọng tại trường Võ bị Liên quân Đà Lạt, khai giảng ngày 1 tháng 10 năm 1953. Ngày 1 tháng 6 năm 1954, mãn khóa tốt nghiệp với cấp bậc Thiếu úy hiện dịch. Do có thành tích học tập tốt (hạng 18/400), ông được giữ lại trường để làm Cán bộ Trung đội trưởng, hướng dẫn khóa sinh của những khóa kế tiếp: khóa 11 Phạm Công Tuân và khóa 12 Cộng Hòa.

### Quân lực Việt Nam Cộng hòa
Cuối năm 1955, khi Quân đội Quốc gia đổi tên thành Quân đội Việt Nam Cộng hòa, ông được chọn đi du học lớp Huấn luyện viên tại Trường Võ bị Lục quân Fort Benning, Tiểu bang Georgia, Hoa Kỳ. Ông được xem là một học viên toàn diện, có thể tự lái Trực thăng và làm Hoa tiêu phụ bay đêm. Đầu tháng 6 năm 1956, sau khi mãn khóa học về nước, ông được thăng cấp Trung úy tiếp tục làm Cán bộ và Huấn luyện viên của trường Võ bị Liên quân các khóa 13 Thống Nhất, khóa 14 Nhân Vị và khóa 15 Lê Lợi.
Năm 1959, Thiếu tướng Lê Văn Kim được bổ nhiệm giữ chức vụ Chỉ huy trưởng trường Võ bị Liên quân Đà Lạt. Đầu năm 1960, ông được thăng cấp Đại úy và chọn làm Sĩ quan Tùy viên cho tướng Kim. Năm 1961, khi tướng Kim được điều về Bộ Tổng tham mưu làm Phụ tá Tư lệnh hành quân, ông cũng được chuyển công tác theo. Đầu năm 1962, ông được cử đi du học lớp tác chiến chống du kích trong rừng già tại Malaysia (Tác chiến trong rừng). Sáu tháng sau mãn khóa về nước, ông phục vụ tại Khối Nghiên cứu của Bộ Tư lệnh Hành quân. Ngày 2 tháng 11 năm 1962, ông được thăng cấp Thiếu tá và được bổ nhiệm làm Tỉnh trưởng tỉnh Long An thay thế Thiếu tá Nguyễn Văn Xinh.
Khi xảy ra cuộc Đảo chính Việt Nam Cộng hòa 1963, ông được tướng Lê Văn Kim, bấy giờ đã được thăng Trung tướng, Tổng thư ký kiêm Ủy viên Ngoại giao của Hội đồng Quân nhân Cách mạng, triệu hồi về Sài Gòn để chuẩn bị nhân sự. Tuy nhiên, sau đó không lâu, tướng Nguyễn Khánh đã thực hiện cuộc chỉnh lý để loại bỏ ảnh hưởng của các tướng Trần Văn Đôn, Tôn Thất Đính, Lê Văn Kim và Mai Hữu Xuân để lên nắm quyền lãnh đạo. Bị cho là thuộc cấp thân tín của tướng Kim, nên cuối năm 1964, ông phải bàn giao chức vụ Tỉnh trưởng tỉnh Long An lại cho Thiếu tá Nguyễn Văn Lộc

### Thăng tiến
Đầu năm 1965, ông được bổ nhiệm vào chức vụ chỉ huy, bắt đầu sự thăng tiến trong binh nghiệp. Ban đầu là Tiểu đoàn trưởng Tiểu đoàn 1 - Trung đoàn 31 - Sư đoàn 21 Bộ binh, không lâu sau, ông được thăng chức làm Trung đoàn phó Trung đoàn 31. Đầu năm 1966, ông được điều trở về Bộ Tư lệnh Quân đoàn IV, giữ chức vụ Giám đốc Trung tâm Hành quân.
Tháng 9 năm 1967, ông được tân Tổng thống Nguyễn Văn Thiệu bổ nhiệm làm Tỉnh trưởng kiêm Tiểu khu trưởng tỉnh Chương Thiện thay thế Trung tá Chương Dzềnh Quay. Ngày Quốc khánh 1 tháng 11 năm 1968, ông được thăng cấp Trung tá tại nhiệm. Cuối tháng 2 năm 1969, bàn giao chức vụ Tỉnh trưởng Chương Thiện lại cho Trung tá Nguyễn Văn Ngưu, ông chuyển sang làm Tỉnh trưởng kiêm Tiểu khu trưởng tỉnh Định Tường thay thế Trung tá Huỳnh Ngọc Diệp Ngày Quân lực 19 tháng 6 năm 1970, ông được đặc cách tại mặt trận thăng cấp Đại tá tại nhiệm. Thời gian này, ông thường xuyên tiếp xúc và có mối quan hệ thân tình với John Paul Vann, cựu Trung tá Lục quân Mỹ, Cố vấn cao cấp của Chương trình Bình định và Phát triển nông thôn (Civil Operations and Rural Development Support - CORDS) tại Quân đoàn IV. Ông đã gây được ấn tượng tốt với John Paul Vann, một yếu tố có ảnh hưởng quan trọng đến sự nghiệp của ông sau này.

### Sư đoàn 18, từ An Lộc đến Xuân Lộc
Trong Chiến dịch Xuân - Hè 1972, John Paul Vann, bấy giờ là cố vấn trưởng Hoa Kỳ tại Quân đoàn II, đã đề nghị Trung tướng Ngô Dzu, Tư lệnh Quân đoàn II, bổ nhiệm Đại tá Lý Tòng Bá và ông vào các chức vụ Tư lệnh Sư đoàn tại Quân đoàn II, bởi viên cố vấn này cho rằng đấy chính là những sĩ quan trẻ, năng động và có kinh nghiệm chiến trường. Không lâu sau đó, Đại tá Bá nhận chức vụ Tư lệnh Sư đoàn 23 Bộ binh. Đến tháng 3 năm 1972, ông nhận lệnh bàn giao tỉnh Định Tường lại cho Đại tá Chung Văn Bông. Sau đó một tháng, do ảnh hưởng của cố vấn Vann, ông được Tổng thống Nguyễn Văn Thiệu bổ nhiệm vào chức vụ Tư lệnh Sư đoàn 18 Bộ binh kiêm Tư lệnh Biệt khu 31 thay thế Thiếu tướng Lâm Quang Thơ
Sư đoàn 18 vào thời điểm tháng 4/1975, nhân sự của Bộ Tư lệnh Sư đoàn và Chỉ huy các Trung đoàn được phân bổ trách nhiệm như sau:
-Tư lệnh - Thiếu tướng Lê Minh Đảo
-Tư lệnh phó - Đại tá Nguyễn Xuân Mai
-Tham mưu trưởng - Đại tá Huỳnh Thao Lược
-Chỉ huy Tiếp vận - Đại tá Hứa Yến Lến
-Chỉ huy Pháo binh - Đại tá Ngô Văn Hưng
-Trung đoàn 43 - Đại tá Lê Xuân Hiếu
-Trung đoàn 48 - Đại tá Trần Minh Công
-Trung đoàn 52 - Đại tá Ngô Kỳ Dũng
Tháng 6 năm 1972, không lâu sau khi nhận chức Tư lệnh Sư đoàn 18, ông được lệnh đưa Sư đoàn vào An Lộc thay thế Sư đoàn 5 Bộ binh vốn đã bị thiệt hại nặng nề qua những đợt tấn công trong Trận An Lộc trước đó. Với sự tăng phái của Liên đoàn 5 Biệt động quân, Sư đoàn 18 trở thành đơn vị phòng thủ chính tại phía Bắc Sài Gòn. Ông nhiều lần chỉ huy Sư đoàn, liên tục hành quân giải tỏa trục đường 13, làm giảm áp lực bao vây của đối phương vây quanh An Lộc. Do thành tích này nên ngày Quốc khánh Đệ Nhị Cộng hòa 1 tháng 11 cùng năm, ông được đặc cách tại mặt trận thăng cấp Chuẩn tướng tại nhiệm khi mới 39 tuổi.
Đầu tháng 6 năm 1974, ông được lệnh của Trung tướng Phạm Quốc Thuần, Tư lệnh Quân đoàn III, đưa Sư đoàn 18 tiến vào Bến Cát trong Chiến dịch Tam Giác Sắt với mục tiêu đánh bật các đơn vị Quân Giải phóng miền Nam Việt Nam đang kiểm soát các cứ điểm tại đây như một bàn đạp tấn công hỏa lực chỉ cách Sài Gòn 30 km. Dù nhanh chóng chiếm lại được cứ điểm An Điền, trong các đợt giao tranh tại cứ điểm Rinet (đồi 82) và Rạch Bắp, trước sự chống trả quyết liệt của đối phương, Sư đoàn đã bị thiệt hại nặng nề sau 20 ngày giao chiến, vì thế được Sư đoàn 5 Bộ binh tiến vào thay thế. Và mãi đến cuối tháng 11 năm 1974, quân Việt Nam Cộng hòa mới chiếm lại được các cứ điểm còn lại.
Sư đoàn 18 là một trong những Sư đoàn tốt nhất của Quân lực Việt Nam Cộng hòa. Vì vậy, đến đầu tháng 4 năm 1975, sau khi đã để mất phân nửa diện tích lãnh thổ vào tay đối phương cùng với thiệt hại 40% binh lực chỉ sau gần 1 tháng, với kế hoạch "Nỗ lực tối đa", cố gắng thiết lập 3 phòng tuyến Tây Ninh - Phan Rang - Xuân Lộc, các tướng Mỹ và Việt Nam Cộng hòa hy vọng sẽ chặn đứng được đà tiến công của đối phương, giữ vững những phần đất còn lại để đạt được chút lợi thế còn lại trong đàm phán. Và tướng Lê Minh Đảo được chính Tổng thống Thiệu chỉ định làm Chỉ huy trưởng của phòng tuyến. Để thể hiện rõ quyết tâm, tướng Đảo tuyên bố ông sẽ "tử thủ tại Xuân Lộc".
Phòng tuyến Xuân Lộc dù được bố phòng kỹ lưỡng, với binh lực tại chỗ hơn 25.000 quân (gồm Sư đoàn 18 và 3 Chiến đoàn hỗn hợp), cùng với lực lượng tăng cường là Liên đoàn 81 Biệt cách dù, Lữ đoàn 1 Nhảy dù, đồng thời với sự hỗ trợ tối đa của Không quân. Đơn vị của ông đã giữ được tuyến phòng thủ trong vài ngày, nhưng trước việc đối phương thay đổi chiến thuật đánh vòng sang phía khác, sau khi các phòng tuyến ở Tây Ninh và Phan Rang lần lượt thất thủ, phòng tuyến Xuân Lộc trở nên mất tác dụng. Ông cùng với các đơn vị còn lại được lệnh rút về Biên Hòa. "Cánh cửa thép" Xuân Lộc bị phá vỡ sau 11 ngày kịch chiến. Sư đoàn 18 với hàng ngàn binh sĩ đã bị đối phương bắt giữ.
Tướng Đảo đã lên xe chạy về Sài Gòn chứ không ở lại "tử thủ" như tuyên bố lúc mới vào trận. Ông cải trang làm dân thường, đi trên 1 chiếc xe lam chạy về Sài Gòn. Trên chuyến xe đó cũng có 2 trinh sát của quân Giải phóng, nhưng họ không phát hiện ra ông Đảo.

## Đầu hàng
Ngày 21 tháng 4, Tổng thống Thiệu tuyên bố từ chức. Phó Tổng thống Trần Văn Hương kế vị. Để khích lệ tinh thần các tướng lĩnh chỉ huy, ngày 24 tháng 4 Tổng thống Hương thăng cho ông lên cấp Thiếu tướng. Tối ngày 29 tháng 4, ông nhận lệnh tiếp tục lui quân và sau đó là lệnh đầu hàng trưa 30 tháng 4 năm 1975.

## Sau năm 1975
Sau khi nhận được lệnh đầu hàng, ông ra lệnh giải tán đơn vị và tìm cách về Cần Thơ rồi lại quay về Sài Gòn. Đến ngày 9 tháng 5 năm 1975, ông ra trình diện Chính quyền mới và phải đi học tập cải tạo, do tỏ thái độ bất hợp tác nên ông bị giam tới 17 năm. Mãi đến ngày 5 tháng 5 năm 1992, ông mới được trả tự do. Ông về ở với mẹ tại thành phố Hồ Chí Minh.
Tháng 4 năm 1993, ông được xuất cảnh sang Hoa Kỳ theo diện HO và định cư cùng gia đình tại Tiểu bang Connecticut, Hoa Kỳ. Sau khi sang Mỹ, ông bắt đầu tập hợp các cựu binh VNCH nhằm tạo phong trào chống Nhà nước Việt Nam Khi được hỏi về việc học tập cải tạo, ông cho rằng mình bị đi đày chứ không hề học được gì bổ ích trong trại
Sau khi ổn định cuộc sống tại Hoa Kỳ, ông tham gia và tích cực tổ chức các hoạt động trong giới cựu sĩ quan và binh sĩ Việt Nam Cộng hòa. Tháng 9 năm 2003, ông là một trong những đồng sáng lập tổ chức "Tập thể Chiến sĩ Việt Nam Cộng hòa" và giữ chức Chủ tịch Trung tâm Điều hợp Trung ương.
Gần đến ngày 30/4/2004, ông Đảo ra lời hiệu triệu, kêu gọi biểu tình trước Tòa lãnh sự Cộng hòa Xã hội Chủ nghĩa Việt Nam ở San Francisco, nhưng mấy chục người này bị cảnh sát Mỹ giải tán vì biểu tình trái phép
Ban đầu ở Mỹ; ông có tư tưởng mạnh chống chính quyền quốc nội song trong cuộc phỏng vấn với đài BBC ngày 15 tháng 5 năm 2015 thì cho biết rằng ông đã không còn hận thù vì điều đó cản trở đất nước phát triển, và có mong muốn hòa giải hòa hợp dân tộc.
Lúc 13h45 ngày 19 tháng 3 năm 2020, ông từ trần tại Bệnh viện Hartford, Connecticut, Hoa Kỳ, hưởng thọ 87 tuổi.

## Gia đình
- Thân phụ: Cụ Lê Hằng Cầm (nguyên là công chức thời thuộc địa Pháp).
- Thân mẫu: Cụ Ngô Thị Thao
- Bào tỷ: Lê Thị Kỳ, Lê Thị Trình
- Bào đệ: Lê Hằng Minh (Trung tá TQLC VNCH)[20], Lê Hằng Nghi (Đại úy TQLC VNCH)[21], Lê Quang Thạch[22], Lê Quang Ảnh[23].
- Bào muội: Lê Thị Mộng Huyền, Lê Thị Ánh, Lê Thị Ánh Tuyết.
- Phu nhân: Bà Trần Thị Bích Liên
- Các con: Lê Minh Đạm, Lê Thị Bích Điệp, Lê Thị Bích Lan, Lê Thị Bích Thủy, Lê Thị Bích Hồng, Lê Thị Bích Phượng, Lê Hằng My, Lê Hằng Minh Dũng và Lê Thị Bích Chi

## Bên lề
Thiếu tướng Lê Minh Đảo là một nhạc công guitar, thường chơi cho những tụ điểm ca nhạc, phòng trà ở Sài Gòn vào đầu thập niên 1950, nhằm kiếm thêm thu nhập phụ giúp cha mẹ, lo học phí cho bản thân và các em, thậm chí còn sáng tác vài nhạc phẩm được khá đông người biết đến. Ông là thành viên của ban nhạc Lê Thương với vai trò nhạc công banjo. Một thành viên khác của ban Lê Thương là nghệ sĩ guitar sau trở thành Trung tướng Nguyễn Văn Minh (biệt danh Minh đờn), Tư lệnh Biệt khu Thủ đô.
Trong thời gian ông đi lao động cải tạo ông đã sáng tác bài "Nhớ Mẹ". Bài này đã được một số ca sĩ ở hải ngoại trình diễn thâu thanh.
Ngoài khả năng âm nhạc, ông còn được xem là vận động viên quần vợt hạng khá.
Ông trở lại đạo Công giáo trong thập niên 90, được một linh mục trong cùng trại giam rửa tội khi còn bị giam giữ tại trại Z.30D ở Hàm Tân (tỉnh Bình Tuy cũ, nay thuộc tỉnh Bình Thuận).